# 방도 (섬)
방도(防島)는 경기도 화성시 우정읍 매향리에 위치한 섬이다. 소재지보다 충청남도 당진시 송악면 고대리에 더 가까이 위치해 있으며, 아산만의 출구 부분에 있다.

## 지리
섬은 전체적으로 타원형 모양으로, 긴 쪽의 길이와 짧은 쪽의 길이는 각각 100m와 60m이다. 작은 봉우리 2개가 있고, 해빈이 동쪽으로 70m가량 뻗어 있다. 서쪽 해안은 해식애와 파식대로 이루어져 있다. 섬을 이루는 암석은 서쪽은 규암이고 동쪽은 석회규산염암이다.
2008년의 조사에서 총 12종의 식물이 발견되었으나, 바위틈 사이에서나 분포하는 정도이다. 무척추동물은 총알고둥, 굴, 고랑따개비가 우점종이다. 이 외에 해조류는 출현하지 않았다.